# Arta (cratère)
Pour les articles homonymes, voir Arta.
Le cratère Arta est un cratère d'impact de 3,96 km de diamètre situé sur Mars dans le quadrangle de Lunae Palus. Il a été nommé en référence à la ville d'Arta en Russie.